# 卡泰洛·阿马兰特 (1990年)
卡泰洛·阿马兰特（義大利語：Catello Amarante，1990年5月1日—），意大利男子赛艇运动员。他曾代表意大利参加世界赛艇锦标赛，获得一枚金牌和三枚银牌，均来自轻量级项目。